# 白雪 (吹雪型駆逐艦)
|          |                                                                                  |
| 艦歴     |                                                                                  |
| 発注     | 大正12年度艦艇補充計画                                                           |
| 起工     | 1927年3月19日                                                                    |
| 進水     | 1928年3月20日                                                                    |
| 就役     | 1928年12月18日                                                                   |
| その後   | 1943年3月3日戦没                                                                 |
| 除籍     | 1943年4月1日                                                                     |
| 性能諸元 |                                                                                  |
| 排水量   | 基準：1,680t 公試：1,980t                                                        |
| 全長     | 118.5m                                                                           |
| 全幅     | 10.36m                                                                           |
| 吃水     | 3.19m                                                                            |
| 機関     | 艦本式タービン2基2軸 艦本式ロ号専焼缶4基 50,000馬力                              |
| 最大速   | 38.0ノット                                                                       |
| 航続距離 | 5,000浬/14ノット                                                                 |
| 兵員     | 219人                                                                            |
| 兵装     | 12.7cm50口径連装砲3基6門 7.7mm機関砲（機銃）2基2門 61cm三連装魚雷発射管3基9門 他 |

白雪（しらゆき）は、大日本帝国海軍の駆逐艦。特型駆逐艦こと一等駆逐艦吹雪型(白雪型・初雪型)の2番艦。
雪級（ゆきクラス）の1隻。
当初の艦名は第三十六号駆逐艦。白雪の名を持つ日本海軍の艦船としては神風型駆逐艦 (初代)「白雪」に続いて2隻目。名称ははつゆき型護衛艦（現：しまゆき型練習艦）2番艦「しらゆき」に受け継がれている。

## 艦歴
駆逐艦白雪は横浜船渠で建造された。1927年（昭和2年）3月19日に起工。4月26日、建造予定の一等駆逐艦4隻に、それぞれ第36号駆逐艦（のちの白雪）、第38号（〃深雪）、第39号（〃叢雲）、第44号（〃浦波）の艦名が与えられた。第36号駆逐艦の艦名は浦風型駆逐艦江風（第36号駆逐艦）に使われた事がある。
本艦は1928年（昭和3年）3月20日に進水。同年8月1日、第36号駆逐艦を白雪と改名した。12月18日に竣工した。竣工後、第2艦隊第2水雷戦隊・第11駆逐隊に編入。呉鎮守府所属。
日中戦争に際しては1937年（昭和12年）以降、上海上陸、杭州湾上陸、北部仏印進駐作戦などに参加した。この間、第二航空戦隊や第三水雷戦隊など、所属部隊は幾度もかわった。太平洋戦争直前の1941年（昭和16年）6月18日附で、第11駆逐隊司令は有賀幸作大佐から荘司喜一郎大佐に変わった。

### 太平洋戦争緒戦
太平洋戦争緒戦、第三水雷戦隊（司令官橋本信太郎少将：旗艦川内および第11駆逐隊《初雪、白雪、吹雪》、第12駆逐隊《白雲、叢雲、東雲》、第19駆逐隊《綾波、敷波、浦波、磯波》、第20駆逐隊《夕霧、狭霧、天霧、朝霧》）は南遣艦隊（司令長官小沢治三郎中将：旗艦鳥海）を基幹とする馬来部隊に所属され、南方作戦や蘭印作戦に参加した。
1月27日、白雪はマレー半島南部エンドウ沖で発生したエンドウ沖海戦に参加する。日本軍輸送船団撃破を狙うオーストラリア海軍駆逐艦「ヴァンパイア」とイギリス海軍駆逐艦「サネット」が「白雪」に対して夜間雷撃を実施（「ヴァンパイア」1本」、「サネット」4本発射）、魚雷は白雪の艦底を潜り抜けていった。「サネット」側は「白雪」を巡洋艦と誤認して魚雷の深度を巡洋艦用の設定としていた。
「白雪」は探照灯を照射して応戦。「川内」以下第三水雷戦隊各艦と共に「サネット」を撃沈し「ヴァンパイア」を撃退したが、僚艦から砲火が集中して危険になる一幕もあった。「白雪」は「サネット」の生存者、水雷長以下31名を救助した。「サネット」の生存者を救助した際には、勝ち戦のため余裕があったためか、可能な限り優遇した。この海戦で「白雪」では1名が機銃弾で重傷をおっている。
3月1日、白雪はジャワ島西部攻略作戦中に発生したバタビア沖海戦に参加する。当時の第11駆逐隊（初雪、白雪、吹雪）と第12駆逐隊（白雲、叢雲）は、軽巡洋艦由良等と共に第五水雷戦隊（司令官原顕三郎少将：旗艦名取）を基幹とする第三護衛隊に臨時編入されており、三水戦主力部隊とは別行動だった。第11駆逐隊は輸送船団を襲撃した重巡洋艦ヒューストン、軽巡洋艦パースの撃沈に大きな貢献を果たした。3月10日、第12駆逐隊（白雲、叢雲）は解隊され、白雲は第20駆逐隊に編入。第11駆逐隊には叢雲が編入され、開戦時以来吹雪型3隻体制だった第11駆逐隊は4隻（吹雪、白雪、初雪、叢雲）に増強される。第11駆逐隊の区分は、第1小隊1番艦初雪(駆逐隊司令艦)、2番艦白雪、第2小隊3番艦吹雪、4番艦叢雲であった。日本に帰投後、白雪は6月上旬のミッドウェー海戦に参加。7月15日附で第11駆逐隊司令として杉野修一大佐が着任。つづいて印度洋通商破壊作戦に参加する。第三水雷戦隊各艦の士気はふるわなかったという。

### ガダルカナル島の戦い
インド洋通商破壊作戦（B作戦、指揮官西村祥治第七戦隊司令官）はアメリカ軍のガダルカナル島およびフロリダ諸島上陸にともなうガダルカナル島の戦い勃発（8月7日以降）により中止され、第七戦隊、第三水雷戦隊、第四水雷戦隊各艦はソロモン諸島方面へ移動した。第11駆逐隊（初雪、白雪、吹雪）は輸送船佐渡丸（陸軍川口支隊川口清健少将乗船）を護衛して、8月29日朝にショートランド着。第三水雷戦隊の到着をもって第二水雷戦隊司令官田中頼三少将（重巡衣笠座乗）は外南洋部隊増援部隊指揮官を更迭され、増援部隊指揮官は三水戦司令官橋本信太郎少将（旗艦川内）となる。
8月31日-9月1日、第24駆逐隊（江風、海風、涼風）、第11駆逐隊（初雪、白雪、吹雪）は川口支隊1200名をガダルカナル島へ揚陸した。
9月2日、敷設艦津軽および駆逐艦2隻（陽炎、夕暮）、第一号型哨戒艇2隻（1号、2号）のガ島輸送作戦が実施される。駆逐艦3隻（吹雪、白雪、天霧）は津軽隊と共にガ島ルンガ泊地に突入、飛行場を砲撃しつつ掩護に任じた。
9月5日、駆逐艦5隻（吹雪、白雪、天霧、陽炎、夕暮）はガ島輸送を実施。
9月8日、アメリカ軍の輸送駆逐艦2隻・特設哨戒艇2隻が海兵隊二個大隊を輸送、上陸した部隊はガ島日本陸軍部隊に損害を与えたのち撤退した。日本側はアメリカ軍輸送船団に零式水上観測機12機による空襲を実施するとともに、増援部隊指揮官直率部隊（川内、浦波、敷波、吹雪、白雪、天霧、陽炎、夕暮、《夕立》）も出動する。だが米艦艇は撤収しており、大きな戦果をあげられなかった。
9月12日、ガ島ヘンダーソン飛行場に対する日本陸軍総攻撃に呼応し、外南洋部隊も重巡鳥海以下所属艦多数を派遣する。陽炎艦長指揮下の駆逐艦2隻（陽炎、白雪）は飛行場占領後の敵退路遮断を命じられたが、飛行場占領失敗の報告を受けて反転、外南洋部隊（主隊《鳥海等》・支援隊《青葉、古鷹、衣笠》）に収容されて引き返した。あらためてガ島突入の命令を受けた橋本三水戦司令官将は、軽巡川内および駆逐艦7隻（海風、江風、浦波、敷波、嵐、叢雲、白雪）をひきいてショートランド泊地を出撃する。アメリカ軍機の活動により川内は引き返し、駆逐艦部隊（大発動艇曳航）のみでガ島揚陸作戦を実施した。
日本陸軍のガ島飛行場占領失敗により、海軍側はひきつづき同島への増援輸送作戦を実施することになった。9月18日、アメリカ軍輸送船団（巡洋艦3、駆逐艦10、輸送船6）のルンガ泊地入泊と揚陸の報告を受けた増援部隊指揮官（橋本三水戦司令官）は直率隊（川内、浦波、白雪、叢雲、浜風）をひきいてショートランド泊地を出撃、ルンガ泊地に突入したが敵影を見ず、アメリカ軍の物資集積場を砲撃して帰投した（効果不明）。
9月21日夜、第19駆逐隊司令大江賢治大佐指揮下の駆逐艦4隻（浦波、白雪、陽炎、浜風）はガ島揚陸を実施。月齢11のためアメリカ軍機は夜間空襲を敢行し、機銃掃射で陽炎に浸水被害を与えた。執拗な空襲により、各艦は糧食の1/3程度を揚陸した時点でショートランド泊地へ避退した。
10月1日、第11駆逐隊（初雪、白雪、吹雪、叢雲）は陸軍青葉支隊司令部をガ島へ輸送したが、アメリカ軍機の空襲を回避中に初雪は舵故障を起こした。このため司令駆逐艦を白雪に変更、初雪はショートランド泊地へ戻った。白雪、吹雪、叢雲による輸送作戦は成功した。
10月4日、第27駆逐隊司令瀬戸山安秀大佐（司令駆逐艦時雨）を指揮官とする輸送作戦（時雨、白雪、吹雪、叢雲、綾波）において、第八艦隊戦闘詳報では白雪のかわりに初雪が参加した事になっている。実際の初雪は駆逐艦綾波と交替する形で蟻輸送（大発動艇・小発動艇によるショートランド諸島からニュージョージア諸島経由のガ島輸送作戦）に従事していた。
10月8日、水上機母艦日進および秋月型駆逐艦1番艦秋月によるガ島輸送が実施されることになり、27駆司令指揮下の駆逐艦5隻（時雨、白雪、吹雪、叢雲、綾波）は護衛をかねて輸送作戦を実施することになった。だが基地航空隊より天候不良のため零式艦上戦闘機を派遣できないとの報告があり、2隻（日進、秋月）はショートランドへ引き返した。駆逐艦部隊はそのままガ島へ向かい、揚陸に成功して無事に帰投した。

### サボ島沖海戦
ガダルカナル島の戦いにおける日本軍苦戦の大きな要因が、アメリカ軍に奪取されたヘンダーソン飛行場だった。10月11日、ガダルカナル島ヘンダーソン基地艦砲射撃を目指す外南洋部隊支援隊（指揮官五藤存知第六戦隊司令官）は、第六戦隊（青葉、古鷹、衣笠）、第11駆逐隊第2小隊（初雪、吹雪）、計5隻（重巡3隻・駆逐艦2隻）という戦力でショートランド泊地を出撃。並行して、水上機母艦2隻（日進、千歳）、駆逐艦6隻（秋月型駆逐艦《秋月》、第19駆逐隊《綾波》、第9駆逐隊《朝雲、夏雲》、第11駆逐隊第1小隊《白雪、叢雲》）によるガ島輸送作戦も実施されることになった。
10月11日午前6時、日進輸送隊はショートランド泊地を出撃、零戦隊の援護をうけつつガダルカナル島へ向かった。零戦隊の援護をうけつつ、夜になりガ島へ到着して揚陸に成功した。だが日進隊に遅れてショートランド泊地を出撃、後続していた外南洋部隊支援隊は待ち伏せていた米艦隊（指揮官ノーマン・スコット少将：重巡洋艦2、軽巡洋艦2、駆逐艦5）と交戦。五藤司令官は戦死、吹雪が轟沈、古鷹も航行不能（古鷹は日付変更後に沈没、乗組員は初雪に救助された）、青葉が大破という被害を受けた（サボ島沖海戦）。
衣笠より米艦隊との交戦報告をうけた外南洋部隊指揮官三川軍一第八艦隊司令長官は、米艦隊が日進輸送隊を攻撃することを懸念し、第六戦隊・日進輸送隊の援護を目的として、支援隊残存艦・増援部隊（第三水雷戦隊）に米艦隊撃滅を命じた。同時刻、日進輸送隊も米艦隊撃滅と古鷹救援のため、第9駆逐隊の朝潮型駆逐艦2隻（朝雲、夏雲）・第11駆逐隊第1小隊の吹雪型駆逐艦（白雪、叢雲）を派遣した。
駆逐艦4隻は古鷹の救援のため行動したが同艦を認めず（すでに沈没）、退避中にニュージョージア島沖合でアメリカ軍機の空襲を受け、まず夏雲が沈没した。朝雲、白雪は夏雲、叢雲の生存者を収容後に一旦ひきあげ、増援部隊（川内、由良、時雨、白露、浦波、磯波、天霧）と合流後、夜陰に乗じて叢雲曳航のために現場へ戻った。朝雲、白雪は19時に叢雲の傍にもどるが同艦は爆発炎上して曳航の手段がなく、白雪は叢雲を雷撃で処分した。
なお戦史叢書では呉鎮守府警備駆逐艦（豊田司令長官指揮下）の白雲が、10月11日-12日に生起した水上機母艦日進護衛および『サボ島沖海戦』に参加し、外南洋部隊（指揮官三川軍一第八艦隊司令長官）に所属する第11駆逐（白雪、叢雲、初雪、吹雪）の司令駆逐艦（駆逐隊司令杉野修一大佐）として、第11駆逐隊第1小隊2番艦の駆逐艦叢雲救援と雷撃処分を白雲が実施したことになっている。だが白雲は8月28日の空襲で大破、第20駆逐隊の解隊にともない警備駆逐艦となって外南洋部隊（第八艦隊）から除かれ、サボ島沖海戦時は日本本土に戻っていた（10月8日着）。さらに大修理が必要な状態であり、最前線で戦闘に参加できる状態ではなかった。水上機母艦日進の護衛および叢雲の処分を実施したのは、白雲と名前が似ている本艦（白雪）である。
本海戦により吹雪型ネームシップの吹雪が沈没すると、吹雪型駆逐艦は『白雪型駆逐艦』に改定された。
10月13日、第四水雷戦隊（旗艦秋月）が高速輸送船6隻を護衛してガ島輸送を実施することになり、並行して外南洋部隊主隊（鳥海、衣笠、望月、天霧）・増援部隊（川内、由良、朝雲、白雪、暁、雷）も飛行場砲撃と輸送作戦を決行する。外南洋部隊・増援隊の飛行場砲撃・輸送作戦は成功。白雪は甲標的基地員と物件輸送を担当した。だが高速輸送船団はアメリカ軍機の空襲を受け輸送船3隻を喪失、揚陸した物資もアメリカ軍機や米艦艇の攻撃で大部分を焼き払われてしまった。
水上機母艦2隻（日進、千歳）の投入は連合艦隊の指導により中止され、外南洋部隊増援部隊はガ島日本陸軍総攻撃（10月下旬予定）の前に、全力で輸送作戦を実施することになった。増援部隊指揮官橋本三水戦司令官は軽巡3隻（川内、由良、龍田）を、第四水雷戦隊司令官高間完少将（旗艦秋月）は水雷戦隊（秋月、朝雲、白雪、暁、雷、村雨、夕立、春雨、五月雨、浦波、敷波、綾波、時雨、白露、有明）を指揮し、10月17日早朝にショートランド泊地を出撃。由良に米潜水艦から発射した不発魚雷1発が命中しただけで、輸送作戦は成功した。
11月2日、増援部隊指揮官橋本信太郎第三水雷戦隊司令官は旗艦を軽巡川内から重巡衣笠に変更、第一攻撃隊（衣笠、川内、天霧、初雪）を率いて輸送作戦を支援する。
第四水雷戦隊司令官高間完少将（旗艦「朝雲」）は甲増援部隊（朝雲、村雨、春雨、夕立、時雨、白露、有明、夕暮、白雪、暁、雷、天龍）を、乙増援隊（浦波、敷波、綾波、満潮、朝潮）は第19駆逐隊司令が指揮、望月は挺身輸送隊（蟻輸送部隊）撤収のため、それぞれショートランド泊地よりガ島へ向かった。甲増援隊は揚陸地点の天候不良に悩まされ、装載艇多数を喪失、物資を一部揚陸できないまま引き返した。白雪はカミンボで入泊する際に艦底を触接、若干の浸水被害を受けている。白雪は甲増援部隊本隊に合流せず、単艦で帰投した。
11月5日、三水戦司令官は旗艦を重巡衣笠から駆逐艦浦波に変更する。乙増援部隊（浦波、敷波、綾波、白雪、望月、天龍）を直率してショートランド泊地を出撃する。甲増援隊（朝雲、村雨、春雨、夕立、時雨、白露、有明、夕暮、朝潮、満潮）は第9駆逐隊司令佐藤康夫大佐（司令駆逐艦朝雲）の指揮下でガ島へ向かう。甲増援隊・乙増援隊とも被害なく輸送に成功。6日朝にショートランドへ戻った。三水戦司令官は旗艦を川内に復帰、増援部隊指揮官の職務を第二水雷戦隊司令官田中頼三少将（旗艦五十鈴）に引継ぐと、白雪以下第三水雷戦隊各隊・各艦をひきいてトラック泊地へ向かった。
11月中旬、第11駆逐隊第1小隊（白雪、初雪）は前進部隊指揮官近藤信竹第二艦隊司令長官（旗艦「愛宕」）の指揮下、第三次ソロモン海戦第二夜戦に参加した。同夜戦に参加した日本艦隊の戦力は、前進部隊指揮官直率の射撃隊（重巡愛宕《近藤中将旗艦》、高雄、戦艦《霧島》）、直衛隊（軽巡《長良》、駆逐艦《電、五月雨、初雪、白雪、朝雲、照月》）、掃蕩隊（軽巡《川内》、駆逐艦《浦波、敷波、綾波》）という編制である。
一方の米軍は、ウィリス・A・リー少将率いる戦艦2隻（ワシントン、サウスダコタ）、駆逐艦4隻（ウォーク、グウィン、ベンハム、プレストン）である。直衛隊5隻（長良、五月雨、電、白雪、初雪）は単縦陣で戦闘に突入。長良と分離後は駆逐艦4隻（白雪、初雪、電、五月雨）が一群となって行動したという。本夜戦でアメリカ軍駆逐艦3隻（ウォーク、ベンハム、プレストン）が沈没、日本側は霧島、綾波を喪失して米新型戦艦2隻（ワシントン、サウスダコタ）と駆逐艦グウィンを取り逃がした。

### ケ号作戦
1943年1月17日、「白雪」は第六師団の輸送である六号輸送のB船団（「大井丸」、「乾坤丸」、「旭盛丸」、「はばな丸」）を護衛してトラックを出発。船団は1月21日に空襲で「乾坤丸」を失い、残る3隻は同日ブーゲンビル島エレベンタに着いた。
航海中の1月20日附で川内、白雪は南東方面部隊に編入されている。
1月24日、第三水雷戦隊司令官橋本信太郎少将は川内、白雪をひきいてラバウルに到着、翌日には第八艦隊司令部・第三水雷戦隊司令部・第十戦隊司令部が合同してガダルカナル島撤退作戦の打ち合わせを行った。26日、三水戦司令官は増援部隊指揮官を引き継ぎ、白雪に乗艦してショートランド泊地へ移動、夕雲型駆逐艦巻波に将旗を掲げた。川内はカビエンに回航され、重巡2隻（鳥海、熊野）と共に待機する。
ショートランド泊地では、駆逐艦輸送が失敗した場合の予備手段として大発動艇部隊による撤収作戦の準備が行われた。第16駆逐隊司令荘司喜一郎大佐（司令駆逐艦「時津風」）指揮下の駆逐艦6隻（警戒隊《時津風、白雪、黒潮》、輸送隊《浦風、浜風、江風》）で作戦を実施、アメリカ軍機の空襲を排除して作戦は無事に成功した。
2月上旬、白雪はガダルカナル島撤収作戦（ケ号作戦）に参加した。
第一次撤収作戦は警戒隊（巻波、親潮、舞風、江風、白雪、文月、皐月、長月）と輸送隊（風雲、巻雲、夕雲、秋雲、浦風、磯風、浜風、谷風、時津風、雪風、大潮、荒潮）という区分で、2月1日9時30分にショートランド泊地を出撃、エスペランス岬とカミンボへ向かった。だがアメリカ軍機の空襲で旗艦巻波が航行不能となり、同艦は文月に曳航されて引き返した。三水戦司令官は白雪に移乗して撤収部隊をおいかけ、その間の指揮は第十戦隊司令官がとっている。ガ島では夕雲型駆逐艦巻雲が触雷して航行不能となり、夕雲に処分されている。それ以上の被害はなく、第一次撤収作戦は成功裡に終わった。
第二次撤収作戦は、沈没損傷艦（巻雲、巻波）の代替として駆逐艦2隻（朝雲、五月雨）を編入し、それ以外は第一次撤収作戦と同じ艦で実施することになった。2月4日9時30分にショートランド泊地を出撃するが、往路の空襲で舞風が航行不能となり、長月に曳航されて避退した。さらに白雪は機関故障を起こしたため、増援部隊指揮官は江風に旗艦を変更する。白雪はショートランド泊地に引き返し、江風は第二次撤収部隊をおいかけてガ島へ向かった。駆逐艦3隻（舞風、長月、白雪）の離脱という事態があったものの、第二次撤収作戦も成功裡に終わった。
2月7日の第三次ケ号作戦（第一連隊《白雪、黒潮、朝雲、五月雨、時津風、皐月、文月、大潮、荒潮》、第二連隊《風雲、夕雲、秋雲、長月、谷風、浦風、浜風、磯風》）では、当初第8駆逐隊（大潮、荒潮）は加わっておらず、海軍と日本陸軍の折衝によって参加が決まったという。2月7日9時10分にショートランド泊地を出撃、往路の空襲で磯風が大破した。長月が曳航しようとしたが自力航行可能となったため、長月は撤収部隊に復帰、対潜哨戒任務中の江風がかけつけ磯風を護衛してショートランド泊地へ避退した。白雪指揮下の撤収部隊はガ島に到着、第三次撤収作戦も成功のうちに終わった。

### ダンピール海峡の悲劇
1943年（昭和18年）2月下旬、陸軍第18軍（輸送船8隻）のラエ輸送を目指す第八十一号作戦が発動され、参加各艦（白雪、朝潮、荒潮、敷波、浦波、朝雲、雪風、時津風）はラバウルに集結した。2月中旬に着任したばかりの第三水雷戦隊司令官木村昌福少将は、軽巡川内から駆逐艦白雪に移乗、白雪に将旗を掲げて同艦から輸送船団および作戦の指揮をとった。当時の外南洋部隊（指揮官三川軍一第八艦隊司令長官）増援部隊は指揮官木村昌福第三水雷戦隊司令官のもと多数の艦艇（川内、朝潮、荒潮、白雪、初雪、皐月、水無月、文月、長月、雪風、時津風、朝雲、峯雲、浦波、敷波、村雨、五月雨）を擁していた。
28日2330、輸送船団はラバウルを出撃。3月2日の空襲では輸送船旭盛丸が沈没、駆逐艦2隻（朝雲、雪風）は同船乗船中の陸兵をラエに先行輸送した。
3月3日、朝雲、雪風は輸送船団に戻り、ひきつづき零式艦上戦闘機約40機（空母瑞鳳所属機を含む）と駆逐艦8隻が輸送船7隻を護衛する。だが輸送船団は午前7時50分よりダンピール海峡で連合軍機の反跳爆撃を受け、駆逐艦4隻（白雪、朝潮、荒潮、時津風）沈没、輸送船7隻全滅という大損害を受けた。
木村少将および半田仁貴少佐（三水戦通信参謀）によれば、白雪沈没時の状況は以下のとおりである。空襲開始と同時に右前方からA-20攻撃機が突入してきたため艦首を向けたところ、別の1機が右舷斜め後方から接近して反跳爆撃を実施（司令官以下全員が魚雷と誤認）、爆弾は三番弾薬庫附近に命中した。木村司令官は機銃弾により重傷を負った。その後、後部弾薬庫が爆発して艦尾を喪失、浸水が進んだ白雪は艦首を立てて垂直状態で沈んだという。沈没時間午前9時5分。木村司令官や菅原艦長を含む白雪の生存者は敷波に救助された。残存艦（敷波、朝雲、雪風、浦波）は救援にかけつけた初雪と合同、生存者を救助してラバウルへ帰投した。3月6日、負傷した木村少将は横須賀鎮守府附となり、新たな第三水雷戦隊司令官として江戸兵太郎少将（前職紀伊防備隊司令）が任命された。
4月1日、白雪型は初雪型駆逐艦に改名された。
白雪は第11駆逐隊、
帝国駆逐艦籍
のそれぞれから除籍された。

## 歴代艦長
※『艦長たちの軍艦史』263-265頁、『日本海軍史』第9巻・第10巻の「将官履歴」による。

### 艤装員長
- 佐野哲 中佐：1928年8月1日[98] -

### 艦長
- 佐野哲 中佐：1928年12月18日 - 1929年11月30日
- 鈴木田幸造 中佐：1929年11月30日 - 1930年12月1日
- 柴田力 中佐：1930年12月1日 - 1932年3月15日 ※1931年12月1日より第二予備艦
- 中原達平 中佐：1932年3月15日 - 12月1日
- 金桝義夫 中佐：1932年12月1日 - 1934年11月15日
- 杉本道雄 中佐：1934年11月15日 - 1935年10月21日 ※「初雪」艦長兼任（1935年1月15日 - 4月1日）
- 亀山峯五郎 少佐：1935年10月21日 - 1936年6月15日[99]
- （兼）伊藤皎 中佐：1936年6月15日[99] - 7月1日[100]
- 牟田口格郎 中佐：1936年7月1日 - 1937年2月1日
- 小川莚喜 少佐：1937年2月1日 - 1937年12月1日
- （兼）広瀬貞年 中佐：1937年12月1日[101] - 1938年6月25日[102]
- （兼）一門善記 少佐：1938年6月25日[102] - 1938年10月5日[103]
- 折田常雄 少佐：1938年10月5日 - 1939年10月15日[104]
- 戸村清 少佐：1939年10月15日 - 1940年11月15日[105]
- 菅原六郎 少佐：1940年11月15日 - 1943年3月20日[106]